# Sendangrejo (Parengan)
Sendangrejo is een bestuurslaag in het regentschap Tuban van de provincie Oost-Java, Indonesië. Sendangrejo telt 1639 inwoners (volkstelling 2010).